# Judelin Aveska
Judelin Aveska (ur. 21 października 1987 w Port-Margot) – haitański piłkarz występujący na pozycji środkowego obrońcy, zawodnik tajwańskiego Hang Yuen.

## Kariera klubowa
Aveska od najmłodszych lat grał w piłkę, mimo początkowego sprzeciwu rodziców, którzy chcieli, aby zdecydował się na naukę i studia. Szybko został jednym z najbardziej obiecujących graczy w ojczyźnie i został zawodnikiem Racing Club Haïtien z siedzibą w stołecznym Port-au-Prince. W 2007 roku, podczas pobytu z juniorską reprezentacją Haiti na turnieju w Panamie, jego talent zauważył argentyński trener Claudio Frean, który zaczął mu szukać zatrudnienia najpierw w Urugwaju, a następnie w ojczyźnie. Ostatecznie młody zawodnik trafił do drużyn młodzieżowych jednego z najbardziej utytułowanych klubów w Argentynie, stołecznego Club Atlético River Plate, gdzie spędził następne kilka miesięcy, jednak nie potrafił się przebić do pierwszego zespołu.
W 2008 roku Aveska przeszedł do argentyńskiego drugoligowca Independiente Rivadavia z miasta Mendoza. W Primera B Nacional zadebiutował 2 września 2008 w zremisowanym 0:0 meczu z Belgrano, zostając pierwszym piłkarzem z Haiti, który wystąpił w spotkaniu ligi argentyńskiej. Już od kolejnego sezonu, 2009/2010, został podstawowym defensorem zespołu, cechując się ostrą grą; w dwudziestu spotkaniach otrzymał jedenaście żółtych i trzy czerwone kartki. Premierowego gola w Independiente strzelił 22 kwietnia 2012 w wygranej 2:0 konfrontacji z Chacarita Juniors. Zawodnikiem Independiente był do końca sezonu 2012/2013.
Następnie występował w zespołach Gimnasia de Jujuy, Juventud Unida Universitario, Club Almagro, Mohun Bagan AC, Atlético Uruguay, Atlético Colegiales, Deportivo Maipú, CD Clan Juvenil oraz Hang Yuen.

## Kariera reprezentacyjna
W seniorskiej reprezentacij Haiti Aveska zadebiutował 26 marca 2008 w przegranym 1:3 meczu towarzyskim z Ekwadorem. Wystąpił w trzech spotkaniach wchodzących w skład eliminacji do Mistrzostw Świata 2010, na które jego drużyna ostatecznie nie zakwalifikowała się. W 2009 roku znalazł się w składzie na Złoty Puchar CONCACAF, gdzie rozegrał wszystkie cztery mecze, natomiast jego kadra narodowa odpadła w ćwierćfinale. Był podstawowym piłkarzem i kapitanem Haiti podczas eliminacji do Mistrzostw Świata 2014, w których wystąpił sześciokrotnie i 15 listopada 2011 w wygranej 2:1 konfrontacji z Antiguą i Barbudą zdobył pierwszą bramkę w reprezentacji, która jednak ponownie nie awansowała na mundial.